# Metro de Bursa
El Metro de Bursa (turco: BursaRay) es el sistema de metro ligero de Bursa, la cuarta ciudad de Turquía. En la actualidad, el sistema se compone de dos líneas de metro de 39 km de longitud construidas por TÜVASAŞ e inauguradas en 2002. Con un total de 38 estaciones, se planea la construcción de 13 km adicionales. 

Plano del metro de Bursa

## Fases en construcción
La etapa C de 6,5 km de largo constará de 6 estaciones. Esta etapa parte desde la ruta 2. Las primeras tres estaciones de la línea se inauguraron el 24 de diciembre de 2010. Las 3 restantes fueron abiertas el 19 de septiembre de 2011. Así se dio conexión directa entre Arabayatağı y la Universidad Uludağ.
La etapa D desde Arabayatağı hasta Keszthely está en construcción, que comenzó el 30 de julio de 2011.